# Чехия и евро
Согласно Афинскому договору по присоединению Чешской Республики к Европейскому Союзу, страна обязана перейти на общую европейскую валюту и присоединиться к еврозоне, если будет выполнять необходимые для этого Маастрихтские критерии. Таким образом, на сегодняшний день, Чешская Республика является кандидатом на расширение еврозоны и использует чешскую крону в качестве национальной валюты, регулируемой Чешским национальным банком, который является членом Европейской системы центральных банков, и не участвующей в Европейском механизме валютных курсов II (ERM II).
Несмотря на то, что Чехия хорошо экономически развита и подготовлена к принятию евро, после европейского долгового кризиса среди чешской общественности возникло значительное противодействие к принятию евровалюты. Правительство Чехии не установило конкретную дату присоединения к ERM II или принятия евро. Правительство Андрея Бабиша, сформированное после парламентских выборов 2017 года, не планировало приступать к принятию евро в течение своего срока полномочий, и эта политика была продолжена последующим правительством Петра Фиалы, сформированным после парламентских выборов 2021 года. Однако в начале 2024 года президент Петр Павел призвал правительство предпринять конкретные шаги по принятию евро.

## История

### Вступление в ЕС и 2000-е годы
На референдуме о вступлении Чехии в Европейский Союз на основании Афинского договора, более 77% проголосовавших высказалось «за». 1 мая 2004 года Чехия официально стала членом Европейского союза.
С момента вступления, Чехия проводила фискальную и денежно-кредитную политику, направленную на приближение макроэкономических условий к условиям остальной части Союза. Первоначально, Чехия планировала ввести евро в 2010 году, однако экономическая статистика 2006 года показала, что эта цель нереальна, и введение евро было отложено на неопределенный срок. В январе 2007 года министр финансов Мирослав Калоусек заявил, что реалистичной датой был бы 2012 год, но в ноябре того же года тот заявил, что ещё слишком рано. Согласно оценке, проведенной в августе 2008 года, даже принятие до 2015 года было бы преждевременным. В октябре 2009 года тогдашний министр финансов Эдуард Янота заявил, что 2015 год не является реалистичным сроком. В июне 2008 года президент Чешского Национального Банка Зденек Тума высказал предположения возможном принятии в 2019 году.

Обменный курс EUR–CZK с 1999 года.

В конце 2010 года в чешском правительстве разгорелась дискуссия, отчасти инициированная тогдашним президентом Вацлавом Клаусом, известным евроскептиком, по поводу переговоров о отказе от обязательства по вступлению в еврозону. Премьер-министр Чехии Петр Нечас позже заявил, что никакого отказа не требовалось, поскольку страны не могут быть принуждены присоединиться к ERM II и, таким образом, может сама решить, когда и как выполнять один из необходимых критериев для присоединения к еврозоне, тем самым описал подход, аналогичный подходу Швеции. Нечас также заявил, что его кабинет не будет принимать решение о присоединении к евро в течение своего срока.

### 2010-е годы
Европейский долговой кризис ещё больше снизил интерес Чехии к присоединению к еврозоне. Премьер-министр Нечас заявил, что поскольку условия, регулирующие еврозону, существенно изменились с момента ратификации договора о присоединении страны к ЕС, то он считает, что чехи должны иметь возможность решить на референдуме, присоединяться ли к еврозоне на новых условиях. Однако, против такой политики  и против нового референдума выступила коалиционная по правительству партия TOP 09. В апреле 2013 года Министерство финансов Чехии заявило в своей Программе конвергенции, представленной Европейской комиссии, что страна ещё не установила целевую дату принятия евро и не будет подавать заявку на членство в ERM II в 2013 году. Их цель состояла в том, чтобы ограничить время своего членства в ERM II до присоединения к еврозоне как можно более коротким периодом. 29 мая 2013 года Мирослав Сингер, президент Чешского национального банка, заявил, что, по его профессиональному мнению, Чешская Республика не примет евро до 2019 года. В декабре 2013 года новое правительство Чехии одобрило рекомендацию Чешского национального банка и Министерства финансов против установления официальной целевой даты принятия евро или присоединения к ERM II в 2014 году.
Бывший премьер-министр Милош Земан, избранный президентом Чехии на выборах в январе 2013 года, поддерживал введение евро, хотя а то же время тот выступал за проведение референдума по этому вопросу. Вскоре после вступления в должность в марте 2013 года Земан предположил, что страна не будет готова к переходу по меньшей мере в течение пяти лет. Председатель партии социал-демократов Богуслав Соботка, заявил 25 апреля 2013 года, до победы его партии на внеочередных выборах в октябре того же года, что он «убежден, что правительство, которое будет сформировано после выборов в следующем году, должно установить дату вступления в еврозону» и что «1 января 2020 года может быть датой, на которую стоит обратить внимание». Вскоре после приведения к присяге нового правительства в январе 2014 года, министр иностранных дел Чехии Любомир Заоралек заявил, что страна должна присоединиться к еврозоне как можно скорее. Оппозиционная TOP 09 также также имела в своей предвыборной программе пункт о том, что введение евро должно произойти в период с 2018 по 2020 год. В связи с этим президент Чешского национального банка, имеющий консультативную роль в правительстве относительно сроков введения евро, назвал 2019 год самой ранней возможной датой введения евро.

### 2020-е годы
Правительство Петра Фиалы, сформированное в результате парламентских выборов 2021 года, сохранило намерение предыдущих кабинетов не вводить евро в течение срока своих полномочий, назвав его введение «было бы невыгодным» для Чешской Республики. Однако позицию не устанавливать целевую дату введения евро и не подавать заявку на членство в ERM II поддержала только одна из пяти коалиционных партий кабинета министров (ODS), в то время как все остальные четыре партии поддержали начало процесса введения евро. Президент Чехии Петр Павел в своём новогоднем обращении к гражданам на 2024 год заявил, что поддерживает принятие Чешской Республикой скорых конкретных шагов по переходу к евро.
В феврале 2024 года министр по европейским делам Мартин Дворжак создал в своём кабинете должность уполномоченного по принятию евро, экономиста Петра Заградника, для надзора за усилиями по принятию евро и информирования чешской общественности о перспективах бенефициаров. Однако, подобная должность ранее существовала на уровне правительства, и кандидатов на этот пост утверждало правительство. Поэтому премьер-министр Петр Фиала немедленно созвал в ответ совещание пятипартийной коалиции, поскольку его партия по-прежнему не была согласна с идеей начать подготовку к членству в ERM II, и тот надеялся, что правительство вместо этого сможет провести переговоры и достичь новой совместной позиции по этому вопросу — более тесно связанной с точкой зрения ODS. Чешский министр по европейским делам Мартин Дворжак, с другой стороны, предложил график присоединения к ERM II до парламентских выборов в конце 2025 года и принятия евро к 1 января 2030 года. Коалиционное совещание привело к новой общей правительственной политике по этому вопросу, сначала отменив пост недавно назначенного уполномоченного по принятию евро, а затем вместо этого создав экспертную группу для консультаций к октябрю 2024 года по существу присоединения к ERM II. В ноябре 2024 года Фиала объявил, что решение о возможном принятии евро не будет принято до окончания срока полномочий его правительства, поэтому отложил решение после следующих парламентских выборов в октябре 2025 года.